# Tontolini e l'asino
Tontolini e l'asino è una comica muta del 1912, interpretata da Polidor allias "Tontolini". All'estero la comica è conosciuta anche con il titolo Jenkis and the donkey.

## Trama
Tontolini compra un asino al mercato, non sa che ha poteri magici. In effetti non appena gli sale in gruppo, l'asino porta Tontolini sui tetti della città, fino a salire in Paradiso.